# Översvämningarna i Pakistan 2010

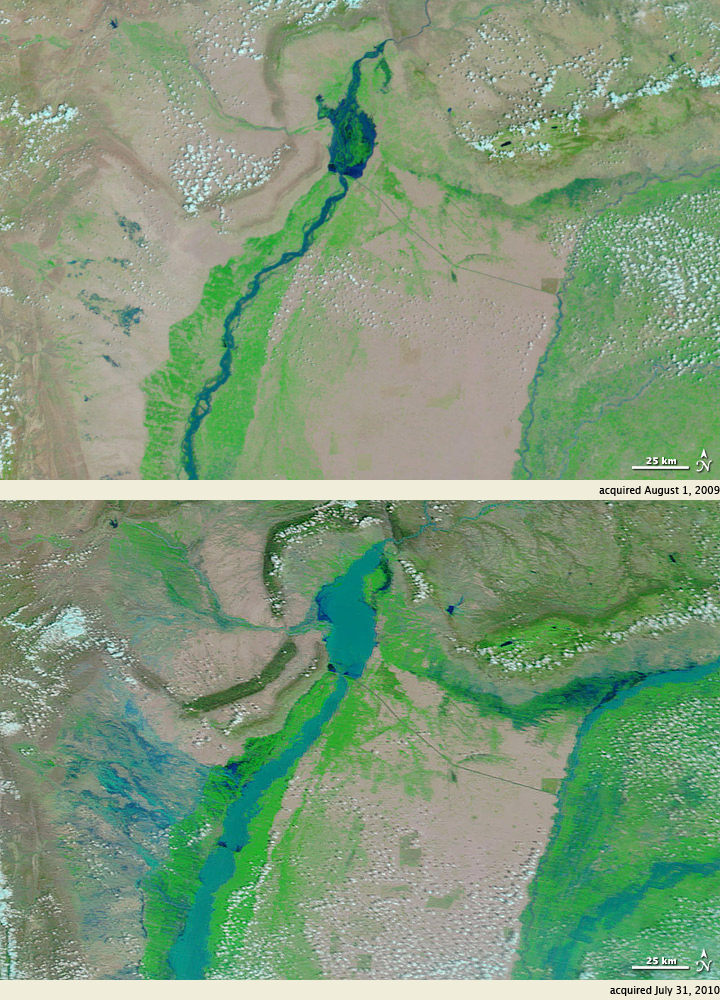
Satellitbilder av floden Indus övre lopp, den övre från 1 augusti 2009, den nedre från 31 juli 2010

Översvämningarna drabbade i juli och augusti 2010 stora delar av nordvästra Pakistan. 
På grund av ovanlig stor nederbörd under monsunen som började den 27 juli 2010 översvämmades stora landmassor. Fram till den 17 augusti miste enligt officiella källor 1473 människor livet på grund av floden. Andra uppgiftslämnare talar om mer än 1600 offer. Det drabbade området ligger främst i provinsen Khyber Pakhtunkhwa som ligger vid gränsen till Afghanistan. Vattenmassorna förstörde många broar och vägar vid avrinningsområdet av floden Swat och övre delen av Indus. Numera hann floden fram till provinsen Sindh vid Indiska oceanen. Enligt FN:s talesman för nödsituationer drabbas 14 miljoner människor av översvämningen och 6 till 7 miljoner av dessa behöver omedelbar humanitär hjälp.